# Dissertations sur les apparitions des anges, des démons et des esprits, et sur les revenants et vampires de Hongrie, de Bohême, de Moravie et de Silésie
Les Dissertations sur les apparitions des anges, des démons et des esprits, et sur les revenants et vampires de Hongrie, de Bohême, de Moravie et de Silésie est un essai d'Augustin Calmet publié en 1746. L'ouvrage est réédité, revu et largement augmenté en 1751 sous un titre modifié.

## Synthèse[1]

### Préface
Dom Calmet précise ses intentions au début de la longue préface de son ouvrage.

« Je vais donc examiner cette question en Historien, en Philosophe et en Théologien. Comme Historien, je tâcherai de découvrir la vérité des faits ; comme Philosophe, j'en examinerai les causes & les circonstances ; enfin, les lumières de la Théologie m'en feront tirer les conséquences par rapport à la Religion. Ainsi, je n'écris point dans l'espérance de convaincre les esprits forts & les Pyrrhoniens (...) ni pour intimider les esprits faibles et crédules (...). »

L'abbé circonscrit toutefois le champ d'action de la neutralité de l'historien, tenant « pour vraies toutes les Apparitions rapportées dans les Livres sacrés (...) », même s'il ne prétend pas « qu'il ne soit pas permis de les expliquer, & de les réduire à un sens naturel et vraisemblable (...) ».
Bien que l'abbé apporte des explications physiques à certains phénomènes , il affirme aussi que « (...) la critique outrée de ceux qui nient tout (...) pour se distinguer par leur prétendue force d'esprit (...) & à contester les choses les plus certaines, & généralement tout ce qui tient du miraculeux, & ce qui parait au-dessus des lois de la nature. » C'est l'objectif réel de Calmet que de ménager une place aux mystères de la religion catholique entre le paganisme, le matérialisme et les progrès de la science ; qui éclaire le choix de la citation qui figure au dos de la page de titre : « Quemadmodum multa fieri non posse, priusquam facta sunt, judicantur ; ita multa quoque, quae antiquitus facta, quia nos ea non vidimus, neque ratione assequimur, ex iis esse, quae fieri non potuerunt, judicamus. Quae certe summa insipientia est [De même que beaucoup de choses peuvent être faites, avant que je sois créé, elles sont jugées ; de même, beaucoup de choses qui ont été faites dans les temps anciens, parce que nous ne les avons pas vues et que nous ne pouvons pas les comprendre par la raison, nous les jugeons comme étant de ces choses qui n' auraient pas pu être faites. Ce qui est stupide](Pline l'Ancien, Histoire naturelle, lib. VII. ch. 1). »

### Texte
Il y fait la synthèse des études sur le sujet et, s'agissant des vampires ou « Revenants de Hongrie », tente d'expliquer l'origine de ce qu'il considère comme une légende propre à l'Europe de l'Est . Reprenant une explication tirée de la revue hollandaise Le Glaneur historique, il affirme que cette légende s'appuierait sur la sous-alimentation des peuples balkaniques. Calmet a amassé de nombreux rapports concernant les manifestations alléguées de vampires.

## Réception
Cathelinot, moine Bénédictin, proche de Calmet, rédige en 1749 des Réflexions qui prennent la défense de l'ouvrage, critiqué par les philosophes ; elles ne furent publiées qu'en 2008.
L'ouvrage est critiqué par Voltaire dans son Dictionnaire philosophique : « Calmet enfin devint leur historiographe, et traita les vampires comme il avait traité l’ancien et le nouveau Testament, en rapportant fidèlement tout ce qui avait été dit avant lui. »
Louis de Jaucourt l'égratigne également dans l'article « Vampire » qu'il rédige pour l’Encyclopédie  : « (...) Calmet a fait sur ce sujet un ouvrage absurde dont on ne l'aurait pas cru capable, mais qui sert à prouver combien l'esprit humain est porté à la superstition ».
Ces critiques sont pour une part infondées, dans la mesure où si Calmet rapporte bon nombre de récits, il montre ensuite qu'au moins certains d'entre eux (ceux sur les vampires) sont de pures superstitions.
En 1871, cet ouvrage semble avoir inspiré le romancier irlandais Sheridan Le Fanu pour son personnage de la Comtesse Mircalla Karnstein, qui exerca à son tour une grande influence sur l'auteur de Dracula.

## Éditions
- Dissertations sur les apparitions des anges, des démons et des esprits, et sur les revenants et vampires de Hongrie, de Bohême, de Moravie et de Silésie, par le R. P. Dom Augustin Calmet,..., Paris, de Bure l'aîné, 1746, in-12, XXXVI-500 p.[10]
- Traité sur les apparitions des esprits et sur les vampires ou les revenants de Hongrie, de Moravie, etc., par le R. P. Dom Augustin Calmet (...), nouv. éd. rev., corr. et augm. par l'auteur, Paris, Debure l'aîné, 1751 (approbation de Geinoz datée du 23 janvier 1751). 2 vol. in-12 ([2], xxvii, 486 p. ; xvi, 483, [5] p.). Lire en ligne sur Gallica : vol. 1, vol. 2.
- Traité sur les apparitions des esprits et sur les vampires ou les revenants de Hongrie, de Moravie, etc., par le R. P. Dom Augustin Calmet (...), nouvelle édition revue, corrigée & augmentée, Senones, Joseph Pariset, 1759. 2 vol. in-12.